# Doftmyskgräs
Doftmyskgräs (Hierochloë odorata) är en gräsart som först beskrevs av Carl von Linné, och fick sitt nu gällande namn av Ambroise Marie François Joseph Palisot de Beauvois. Doftmyskgräs ingår i släktet myskgräs, och familjen gräs. Arten är reproducerande i Sverige.

## Synonymer
Catalogue of Life listar följande som synonymer till doftmyskgräs. Av dem anses dock raggmyskgräs (Hierochloë hirta) av Dyntaxa vara en egen art. Anthoxanthum nitens anges av Dyntaxa istället som en synonym till vårbrodd (Anthoxanthum odoratum).
- Anthoxanthum hirtum (Schrank) Y.Schouten & Veldkamp
- Anthoxanthum hirtum subsp. arcticum
- Anthoxanthum nitens (G.H.Weber) Y.Schouten & Veldkamp
- Avena odorata (L.) Koeler
- Dimesia fragrans (Willd.) Raf.
- Hierochloë annulata Petrov
- Hierochloë arctica J.Presl
- Hierochloë baltica (G.Weim.) Czerep.
- Hierochloë borealis (Schrad.) Roem. & Schult.
- Hierochloë borealis var. fragrans
- Hierochloë fragrans (Willd.) Roem. & Schult.
- Hierochloë glauca Gliem. ex Bab.
- Hierochloë hirta (Schrank) Borbás
- Hierochloë hirta var. annulata
- Hierochloë hirta subsp. arctica
- Hierochloë hirta subsp. praetermissa
- Hierochloë nashii (C.Bicknell) Kaczm.
- Hierochloë odorata var. annulata
- Hierochloë odorata subsp. arctica
- Hierochloë odorata subsp. baltica
- Hierochloë odorata f. eamesii
- Hierochloë odorata var. firma
- Hierochloë odorata var. fragrans
- Hierochloë odorata subsp. fragrans
- Hierochloë odorata subsp. hirta
- Hierochloë odorata subsp. kolymensis
- Hierochloë odorata subsp. praetermissa
- Hierochloë odorata var. pubescens
- Holcus arcticus Sommerf.
- Holcus borealis Schrad.
- Holcus fragrans Willd.
- Holcus odoratus L.
- Poa nitens Weber
- Savastana hirta Schrank
- Savastana nashii C.Bicknell
- Savastana odorata (L.) Scribn.
- Savastana odorata var. fragrans
- Torresia nashii (C.Bicknell) House
- Torresia odorata (L.) Hitchc.

## Bildgalleri

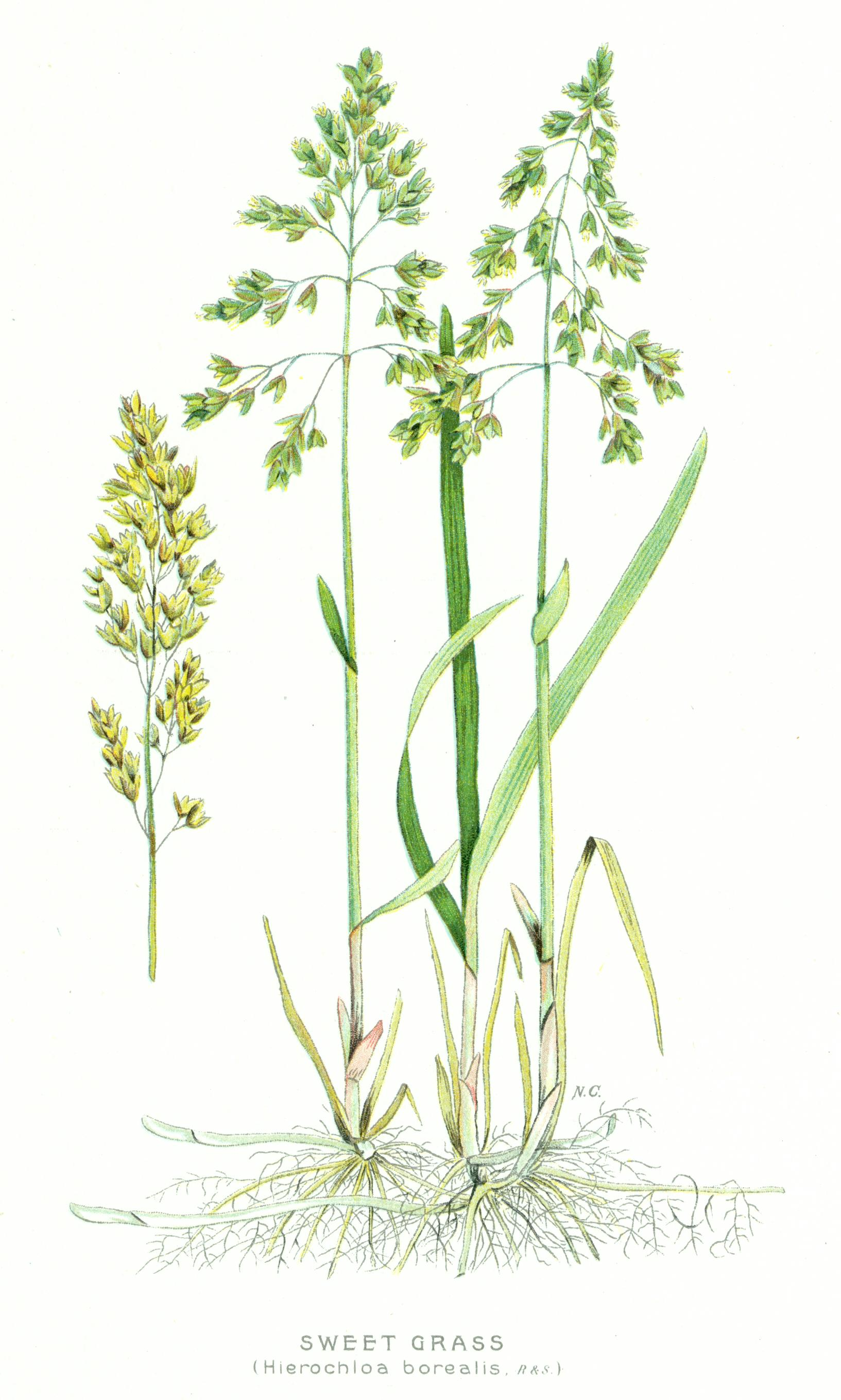
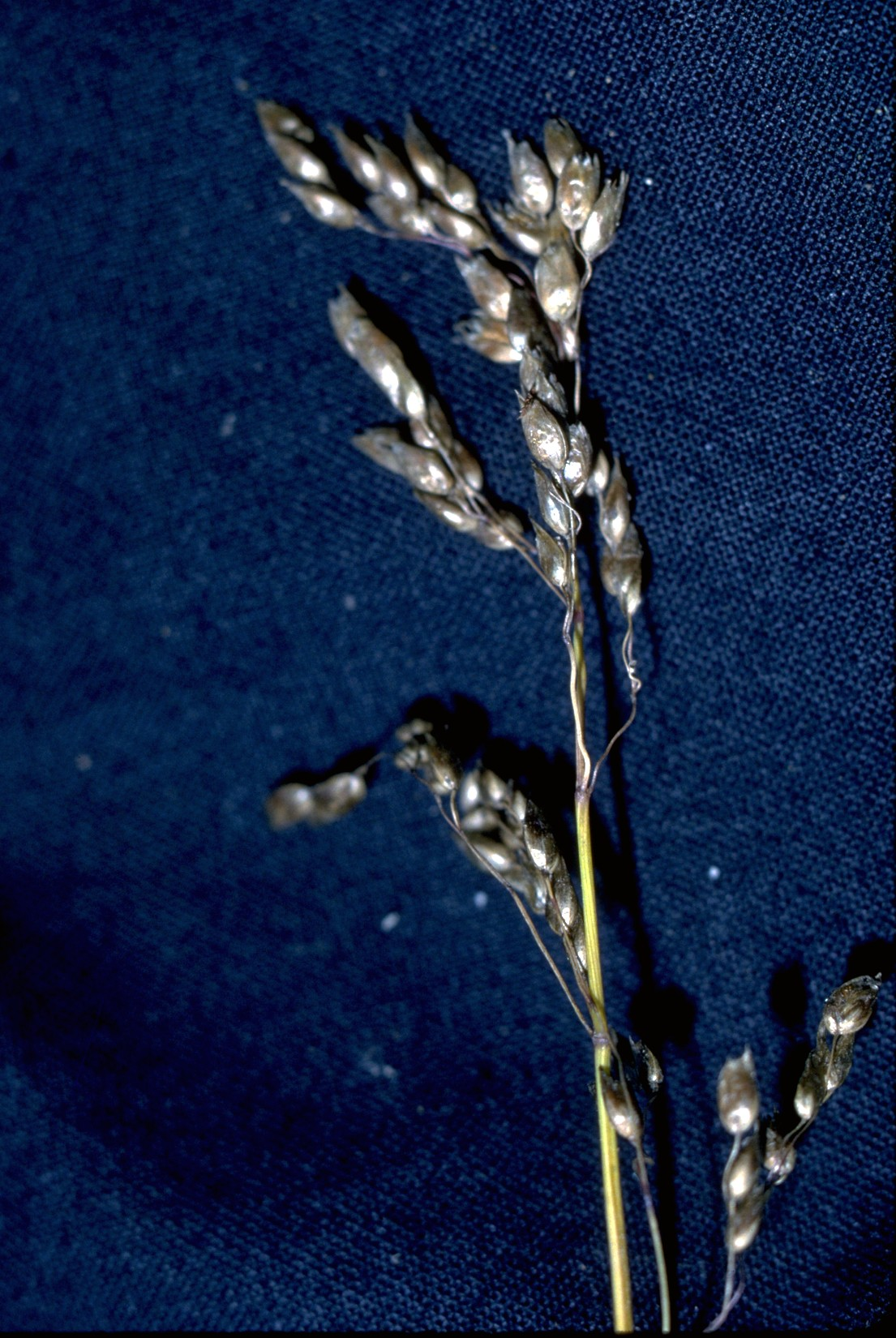
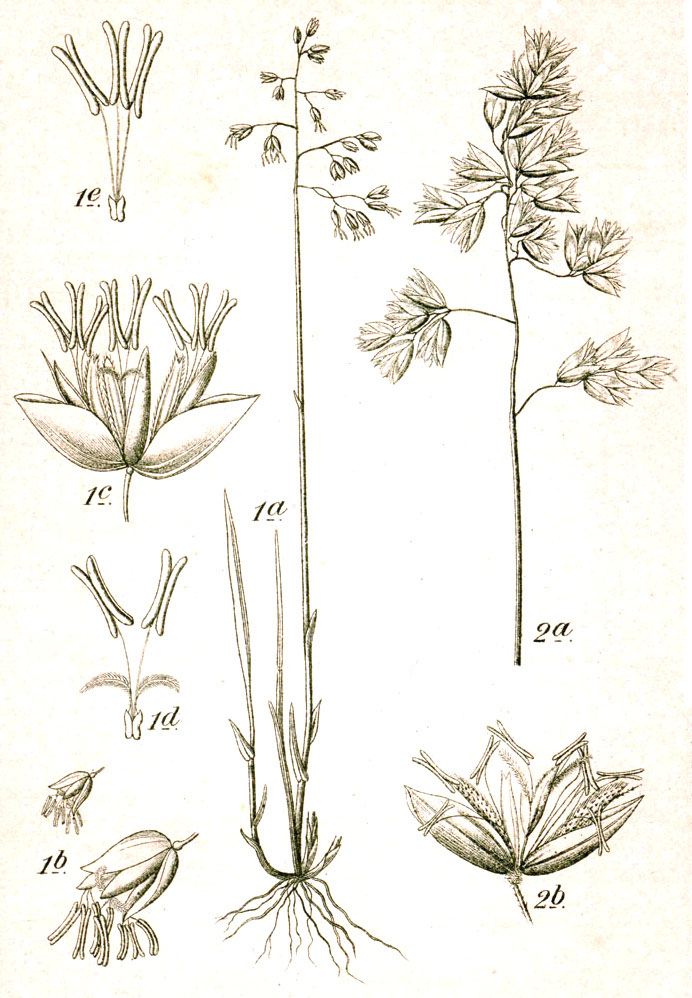